# Ioannis Kolettis

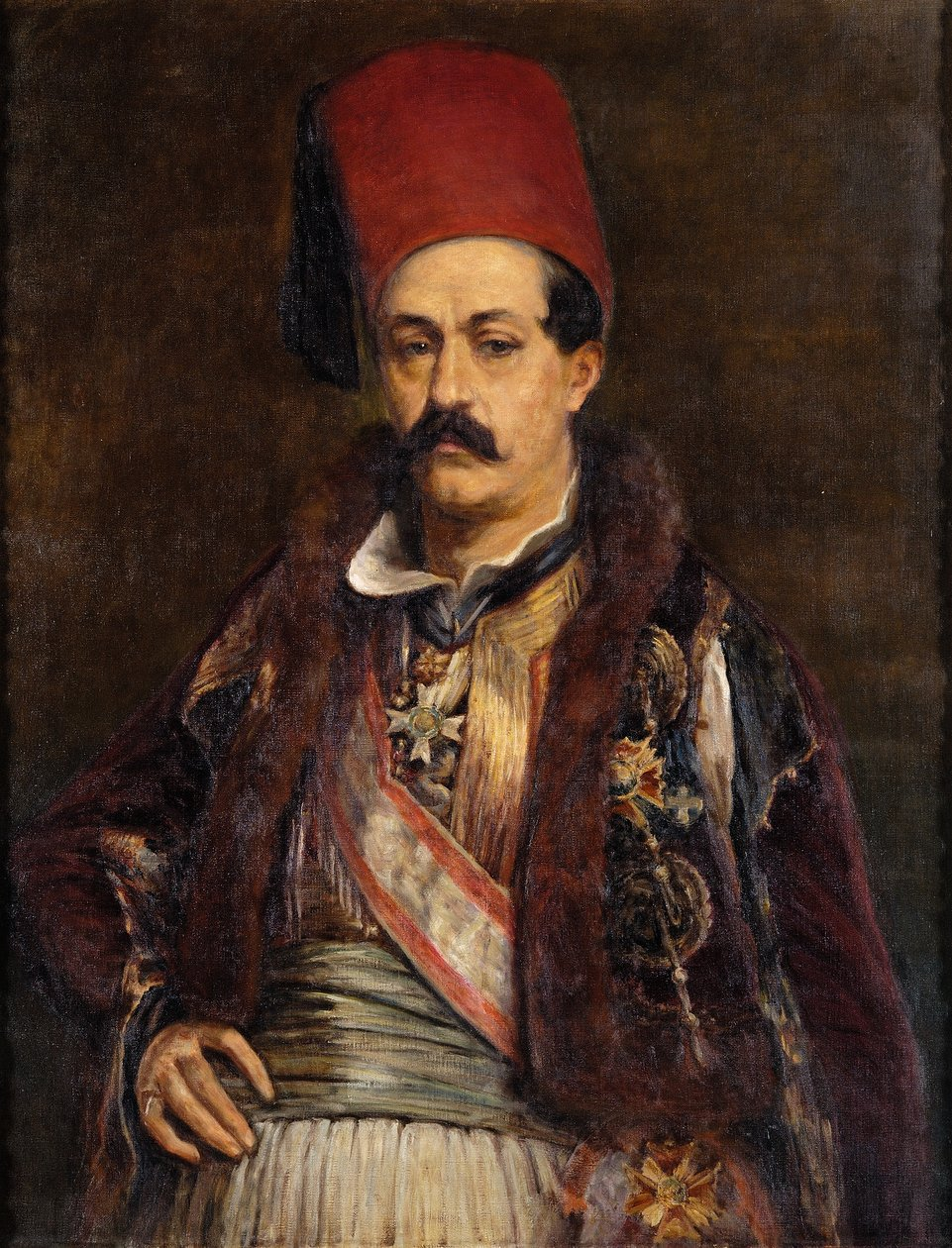
Porträt von Ioannis Kolettis

Ioannis Kolettis (griechisch Ιωάννης Κωλέττης, deutsch auch Joannis Kolettis; * 1773, 1774 oder 1788 in Syrrako bei Ioannina; † 31. August oder 12. September 1847 in Athen) war ein griechischer Politiker walachischer Herkunft. Kolettis spielte von der Griechischen Revolution bis in die frühen Jahre des griechischen Königreichs eine wichtige Rolle in der griechischen Politik.

## Frühe Jahre
Ioannis Kolettis wurde in Syrrako bei Ioannina in der Region Epirus geboren. Er studierte Medizin in Pisa, wo er von der Bewegung der Carbonari beeinflusst wurde. Seine Heimkehr nach Griechenland erfolgte daher mit dem Wunsch, an Griechenlands Unabhängigkeitskampf mitzuwirken.
1813 ließ er sich in Ioannina nieder, wo er als Arzt praktizierte und, nachdem er sich Ansehen erworben hatte, als Leibarzt von Ali Pascha Tepelenas Sohn Muctar Pascha angestellt wurde. Er blieb bis 1821 in Ioannina, trat dann der Philiki Etaireia bei und begab sich zusammen mit dem Anführer Raggos nach Syrrako, um die Revolution in Rumelien zu befördern. Seine Bemühungen scheiterten jedoch rasch, da die ottomanische Armee sofort reagierte. Kolettis war der Anführer der profranzösischen Partei und bezog seine Macht einerseits aus seinen Beziehungen zu den Anführern in Rumelien, andererseits auch aus seiner Fähigkeit, seine Gegner durch Aktivitäten hinter den Kulissen auszuschalten.

## Griechische Revolution
An der Ersten Griechischen Nationalversammlung in Nea Epidavros nahm Ioannis Kolettis als Repräsentant von Epirus teil, 1822 wurde er Innenminister. Nach der Zweiten Griechischen Nationalversammlung in Astros im Mai 1823 wurde er zum Subpräfekten von Euboea ernannt und konnte die türkischen Truppen von der Insel vertreiben. Zugleich setzte er seine politischen Aktivitäten fort und wurde zum Mitglied der Obersten Regierung (Νομοτεστικόν), welche Position er bis 1826 innehatte.
Ende 1824, während des Bürgerkriegs der Griechischen Revolution, führte er die zentralgriechische Partei an und besiegte die peloponnesische Partei, die die Regierung von Georgios Koundouriotis bekämpfte. Trotzdem unterstützte er in der Dritten Griechischen Nationalversammlung die Partei des Peloponnes und wurde mit ihrer Unterstützung dazu berufen, Truppen aus Thessalien und Makedonien auszubilden, um ottomanische Versorgungseinrichtungen in Atalandi zu zerstören. Das ganze Unternehmen scheiterte jedoch durch Kolettis’ Unerfahrenheit in militärischen Angelegenheiten und ruinierte sein Ansehen.

## Politische Karriere nach 1821
Nach der Wahl von Ioannis Kapodistrias zum ersten Gouverneur bzw. Präsidenten Griechenlands 1828 in Nafplion wurde Kolettis zum Gouverneur von Samos und später, im Juli 1829, zum Verteidigungsminister berufen. Im Oktober 1831 wurde Kapodistrias ermordet; im darauf folgenden Bürgerkrieg, der bis 1832 dauerte, war Kolettis wiederum Anführer der zentralgriechischen Partei. Zusammen mit Theodoros Kolokotronis und Augustinos Kapodistrias versuchte er, eine Regierung zu bilden, die Koalition scheiterte jedoch an schwerwiegenden Differenzen.

## Politische Karriere unter der Herrschaft von Otto I.
Bevor Otto I. das Erwachsenenalter erreichte, war Kolettis Marine- und Verteidigungsminister. 1835 wurde er als Botschafter nach Frankreich entsandt, wo er Beziehungen zu französischen Politikern und Intellektuellen knüpfte. 

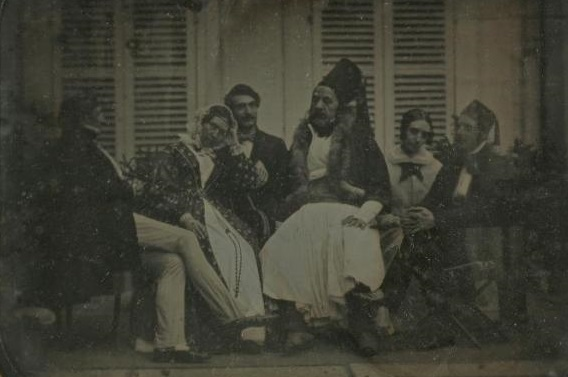
Fotografie: Ioannis Kolettis in Paris (1842)

Nach dem Aufstand von Athen 1843, der König Otto dazu zwang, eine Verfassung zu akzeptieren, kehrte Kolettis nach Griechenland zurück und nahm an der verfassungsgebenden Versammlung teil. Anlässlich der Wahlen 1844 gründete er die Französische Partei (Γαλλικό Κόμμα) und bildete zusammen mit Andreas Metaxas, dem Anführer der Englischen Partei, eine Regierung. Nach dem Rücktritt von Metaxas wurde Kolettis Premierminister und verblieb bis zu seinem Tod 1847 in diesem Amt.
Ioannis Kolettis war der prominenteste Vertreter der Politik der „Megali Idea“ zu seiner Zeit und beeinflusste durch seine Haltung gegenüber dieser irredentistischen Grundlage die griechische Außenpolitik. Er proklamierte diese Leitlinie griechischer Politik 1844 vor der Nationalversammlung:

„Griechenland ist durch seine geographische Lage die Mitte Europas. Mit dem Osten auf seiner Rechten, mit dem Westen auf seiner Linken ist sie dazu vorbestimmt gewesen durch seinen Niedergang den Osten aufzuklären. Unsere Vorväter führten diese Aufgabe aus, die zweite Aufgabe ist uns zugewiesen. In dem Geist unseres Schwurs und dieser großen Idee sahen wir immer, dass die versammelten Delegierten der Nation nicht nur über das Schicksal von Griechenland, sondern über die gesamte griechische Rasse entscheiden. Eine Nation, die durch ihren Niedergang so viele andere aufgeklärt hat, ist heute wiedergeboren, nicht aufgeteilt in viele kleine Staaten, sondern zusammengefügt, mit einer Regierung und einer Religion. … Was tun alle orthodoxe christliche Völker in Europa, im Osten und sonst wo? Sie warten alle um zu hören, ob wir noch die griechische Idee besitzen.“

Kolettis verfolgte mit König Otto I. eine Ausprägung der „Megali Idea“, die hinsichtlich ihrer Überhöhung des griechischen Nationalismus und Irredentismus dem ursprünglichen Gedanken von Rigas Fereos entgegenstand.
Kolettis konnte sich durch eine devote Haltung gegenüber Otto I. dessen fortlaufender Unterstützung vergewissern:

„Meine gegenwärtige Regierung hat zum Glück von Griechenland allen Stürmen getrotzt, welche sie bedrohten. Ich sage, dass für das Glück von Griechenland ich daran zweifle, ob eine andere Regierung die Ruhe im Land gewähren könnte. Ich habe ebenfalls Grund mich der Ergebenheit von Kolettis mir gegenüber zu erfreuen.“